# Astragalus skythropos
Astragalus skythropos är en ärtväxtart som beskrevs av Aleksandr Andrejevitj Bunge. Astragalus skythropos ingår i släktet vedlar, och familjen ärtväxter. Inga underarter finns listade i Catalogue of Life.